# Trypeticus boukei
Trypeticus boukei är en skalbaggsart som beskrevs av Kanaar 2003. Trypeticus boukei ingår i släktet Trypeticus och familjen stumpbaggar. Inga underarter finns listade i Catalogue of Life.